# 미켈 디스케루트
미켈 모르겐스타르 폴쇤 "믹스" 디스케루트(노르웨이어: Mikkel Morgenstar Pålssønn "Mix" Diskerud, 1990년 10월 2일, 오슬로 ~)는 노르웨이 태생의 미국인 축구 선수로, 현재 오모니아에서 활약하고 있다.
미국과 노르웨이 복수국적자로 노르웨이와 미국 청소년 국가대표팀에서 활약하였으나, 현재는 미국의 성인 국가대표팀 소속이다. 그의 어머니는 그에게 "믹스"라는 애칭을 붙였다. 그는 걷기를 시작할 당시 믹서 같이 에너지 넘치게 집 안을 돌아다녔었다.

## 클럽 경력

### 스타벡
디스케루트는 프리그에서 축구를 시작하였고, 그는 오슬로 지역 대회에서 스타벡의 눈에 띄었다. 2005년 그는 스타벡의 유소년 팀에 합류하였고, 같은 시기에 그는 노르웨이 엘리트 스포츠 고등학교에 통학하였다. 2006 시즌 초부터, 그는 노르웨이 2. 디비숀에 속한 클럽의 리저브 팀에서 몇 시즌을 활약하였다. 2008년, 그는 클럽의 청소년 팀이 노르웨이 주니어 컵 (U-19)를 획득하는데 도움을 주었다.
베스트포센과의 노르예스메스테르스카페트 2008 경기에서 1군 첫경기를 치르었다.
그는 2009년 라 만가 컵의 선발 명단에 들었고, 첫 경기에서 출전 2분만에 득점에 성공하였다. 그는 리그 개막 1주를 앞두고 열린 노르웨이의 슈퍼컵 경기인 수퍼피날렌에서 교체로 출전하였다. 그는 개막전에서 벤치를 지켰으나, 브란과의 2라운드에서, 그는 1군 정규 경기에 출전할 수 있었다. 그는 경기 종료 10분을 앞두고 교체 투입되었고, 84분에 팀의 동점골을 뽑아내어 경기를 1-1로 종료시켰다.

### 헨트
2012년 1월 31일, 디스케루트는 2011-12 시즌이 끝날 때까지 벨기에 프로리그의 클럽 헨트로 이적하였다.

### 로센보르그
2012년 8월 9일, 디스케루트는 티펠리겐 클럽 로센보르그와 2012년 말까지 계약하였다. 로센보르그는 디스케루트에게 장기간 연장 계약을 제의할 계획을 세운 것으로 알려졌다. 디스케루트는 2012년 말에 메이저 리그 사커의 포틀랜드 팀버스로의 이적이 임박하기도 하였으나, MLS 이적 조항과의 의견차를 좁히지 못해 무산되었고, 디스케루트는 로센보르그 잔류 의사를 나타내었으나 2015년,계약기간이 끝남에 따라 뉴욕시티로 이적이 확정되었다.
2013년 11월 24일, 디스케루트는 노르예스메스테르스카페트 2013의 결승전에서 팀의 동점골을 득점하였으나, 이 경기에서 몰데에게 2-4로 패하면서 그의 골은 분위기를 쇄신하는데 그친 것으로 증명되었다.

### 울산 현대
2018년 여름 이적시장을 통해 K리그1의 울산 현대로 임대 이적했다. 그 후, 울산의 중원을 든든하게 지켜냈고, 2019 시즌이 끝날 때까지 임대 기간을 연장하였으며, 팀 K리그에 승선하여 이탈리아 명문 유벤투스와의 친선경기에 참가하였다.

## 국가대표팀 경력
디스케루트의 어머니는 애리조나주 출신이기 때문에, 그는 의사에 따라 미국이나 노르웨이 국가대표로 활약할 수 있었다. 디스케루트가 노르웨이 국가대표로 활약할 당시, 토머스 롱엔 미국 U-20 국가대표팀 감독은 그가 코너킥을 준비할 때 접근하여 미국 여권을 가지고 있는지를 물었고, 디스케루트는 "예"라고 답하였다. 2008년 4월, 그는 미국 U-20 국가대표로 대회에 참가하였고, 북아일랜드전에서 3어시스트를 적립하였다. 1달 후, 그는 노르웨이 U-18 대표로 미국전에 출전하였다. 2009년 2월, 그는 향후에 국제 경기에서 활약하는 것에 대한 질문을 받자, 그는 어느 국가대표로 출전하는지 상관하지 않는다고 밝혔다. 그는 "먼저 제의하는 쪽으로 가겠다"라는 표현을 쓰면서, 두 쪽중 먼저 제의하는 쪽의 국가대표를 선택할 것이라는 뜻을 나타냈다. 2009년 3월, 그는 노르웨이 U-19 국가대표로 출전하였다. 그는 미국측의 향후 차출 제의를 할 경우 수락할 의사가 있음을 나중에 밝혔으나, 그는 2008년 청소년 대회 이래 아무런 소식도 받지 못하였다. 겨우 몇주 뒤, 노르웨이의 소속팀 스타벡에서 인상적인 활약을 펼치자, 그는 5월에 미국 U-20 국가대표 캠프에 참가하기로 제의를 받았다. 그는 스타벡에서 중요한 한 축을 담당하며, 노르웨이 시즌 일정과 캠프 일정이 겹쳐서 제의를 거절할 수 밖에 없었다. 그러나, 디스케루트는 2009년 6월에 가질 한두번의 친선전에 참가하기 위해 미국 U-20 국가대표팀에 합류하여 이집트로 이동하였고, 이집트전에서 첫골을 넣었다. 그의 이집트에서의 친선전 출전으로 그는 미국 국가대표로 국제 경기에 출전할 것임을 "저는 노르웨이계 미국인입니다. 저는 두 나라 대표로 모두 활약할 의사를 가지고 있으나, 그럴 수는 없습니다."라고 말하며 최종적으로 결정지었다.
디스케루트는 2010년을 기점으로 미국 국가대표로 몇 차례 출전하였는데, 그는 2012년 하계 올림픽 축구 남자 예선, 2013년 CONCACAF 골드컵, 2014년 FIFA 월드컵 북중미카리브 지역 예선에 참가하였다. 디스케루트는 2014년 FIFA 월드컵에 참가할 미국의 최종 엔트리에 이름을 올렸고, 탈락한 랜던 도너번이 입던 등번호 10번을 받았다. 디스케루트는 이후 2014년 5월 27일에 국제경기 3호골을 득점하였으나, 처음으로 퇴장 명령을 받았다.

### 국가대표팀 득점 기록
아래의 점수에서 왼쪽의 점수가 미국의 점수이다.
| # | 날짜             | 경기장                                          | 상대         | 점수 | 최종결과 | 대회                   |
| - | ---------------- | ----------------------------------------------- | ------------ | ---- | -------- | ---------------------- |
| 1 | 2012년 11월 14일 | 쿠반 경기장, 크라스노다르, 러시아               | 러시아       | 2–2  | 2–2      | 친선경기               |
| 2 | 2013년 7월 21일  | M&T 뱅크 스타디움, 볼티모어, 메릴랜드주, 미국   | 엘살바도르   | 5–1  | 5–1      | 2013년 CONCACAF 골드컵 |
| 3 | 2014년 5월 27일  | 캔들스틱 파크, 샌프란시스코, 캘리포니아주, 미국 | 아제르바이잔 | 1–0  | 2–0      | 친선경기               |
| 4 | 2014년 10월 10일 | 렌슬러 필드, 이스트하트퍼드, 미국               | 에콰도르     | 1–0  | 1–1      | 친선경기               |
| 5 | 2014년 11월 18일 | 아비바 스타디움, 더블린, 아일랜드               | 아일랜드     | 1–1  | 1–4      | 친선경기               |
| 6 | 2015년 6월 10일  | 라인에네르기슈타디온, 쾰른, 독일                | 독일         | 1–1  | 2–1      | 친선경기               |